# Megastethodon septemplagiatus
Megastethodon septemplagiatus är en insektsart som beskrevs av Schmidt 1910. Megastethodon septemplagiatus ingår i släktet Megastethodon och familjen spottstritar. Inga underarter finns listade i Catalogue of Life.